# Guavio
Guavio (hiszp. Río Guavio) – rzeka w środkowej Kolumbii. Jest dopływem rzeki Upía w dorzeczu Orinoko.